# Lajos Aradi
Lajos Oszkár Antal Aradi (* 22. März 1884 in Arad; † 4. Januar 1952 in Budapest), auch als Lajos Kmetykó bekannt, war ein ungarischer Turner.

## Erfolge
Lajos Aradi nahm 1912 an den Olympischen Spielen in Stockholm teil und gehörte bei diesen zur ungarischen Turnriege im Mannschaftsmehrkampf. Dabei traten insgesamt fünf Mannschaften an, die aus 16 bis 40 Turnern bestanden und während des einstündigen Wettkampfs gleichzeitig antreten mussten. Bewertet wurden neben der Ausführung der Übungen an den Geräten auch das Verlassen und der Wechsel der Geräte sowie der Einmarsch zu Beginn. Am Ende wurden anhand eines Durchschnittswerts der einzelnen Nationen die Abschlussplatzierungen ermittelt. Neben den Ungarn traten auch Turnriegen aus Italien, Großbritannien, dem Deutschen Reich und Luxemburg an. Mit 53,15 Punkten setzten sich die Italiener gegen ihre Konkurrenten durch. Die Ungarn erzielten indes 45,45 Punkte und belegten damit vor den drittplatzierten Briten mit 36,90 Punkten den zweiten Platz. Aradi gewann somit zusammen mit Imre Erdődy, József Berkes, Samu Fóti, Imre Gellért, Győző Halmos, István Herczeg, Ottó Hellmich, József Keresztessy, János Krizmanich, Elemér Pászti, Árpád Pédery, Jenő Réti, Ferenc Szűts, Ödön Téry und Géza Tuli die Silbermedaille.
Aradis Bruder János Kmetykó war Cheftrainer der ungarischen Olympiamannschaft. 1921 wurde Aradi mit BTC und 1924 mit BBTE ungarischer Landesmeister im Mannschaftsmehrkampf. Noch während seiner Laufbahn als Turner schloss er eine Trainerausbildung ab und arbeitete ab 1913 als Sportlehrer und Universitätsprofessor. Von 1922 bis 1942 war er Trainer des Budapester Turnvereins BBTE.